# Agrilus paracelti
Agrilus paracelti är en skalbaggsart som beskrevs av Knull 1972. Agrilus paracelti ingår i släktet Agrilus och familjen praktbaggar. Inga underarter finns listade i Catalogue of Life.